# Waalse kerk (Den Haag)
De Waalse kerk is een kerkgebouw van de Waals-Hervormde gemeente aan het Noordeinde in Den Haag. De kerkdiensten worden gehouden in de Franse taal.

## Geschiedenis

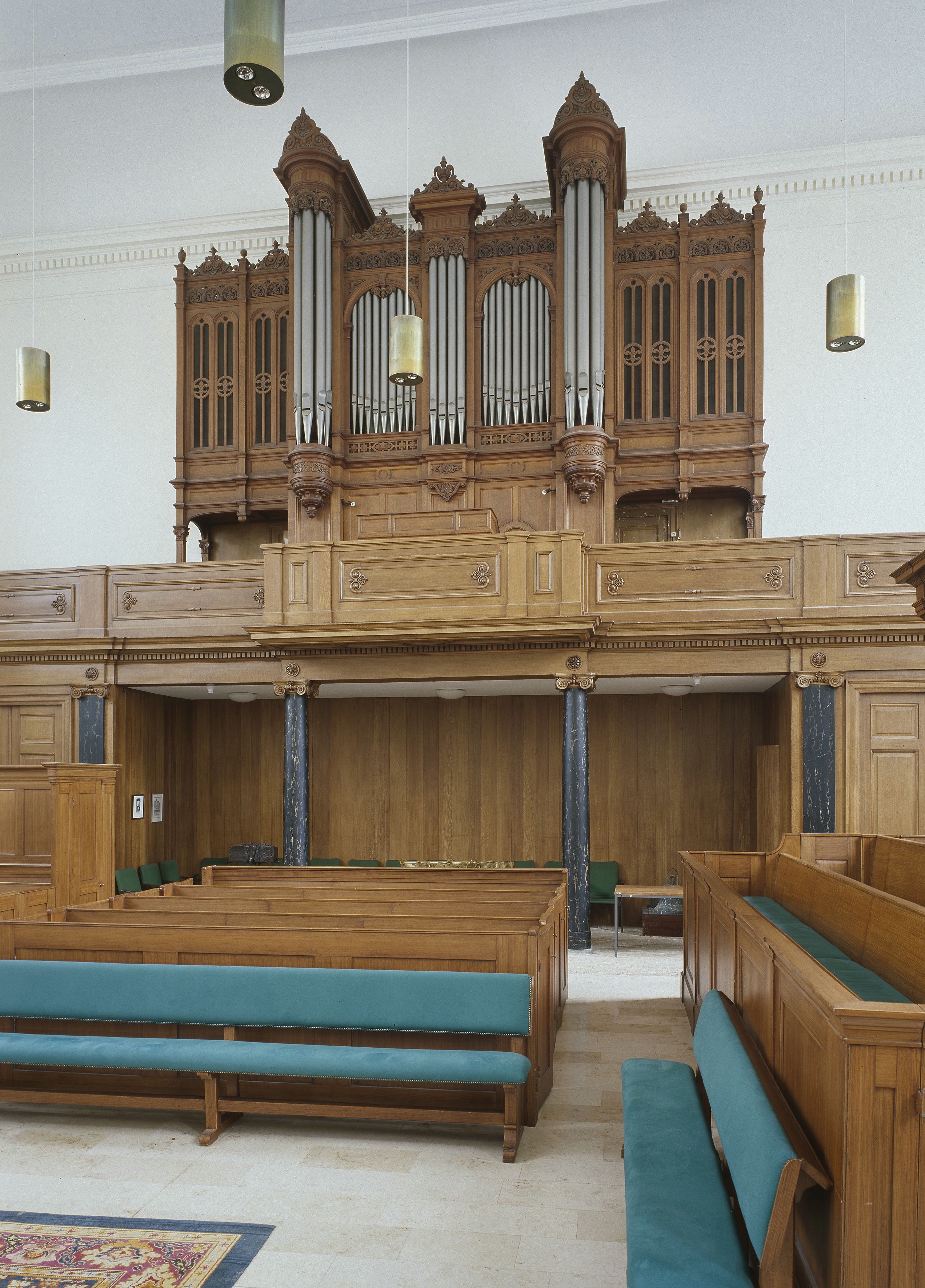
Interieur met het orgel

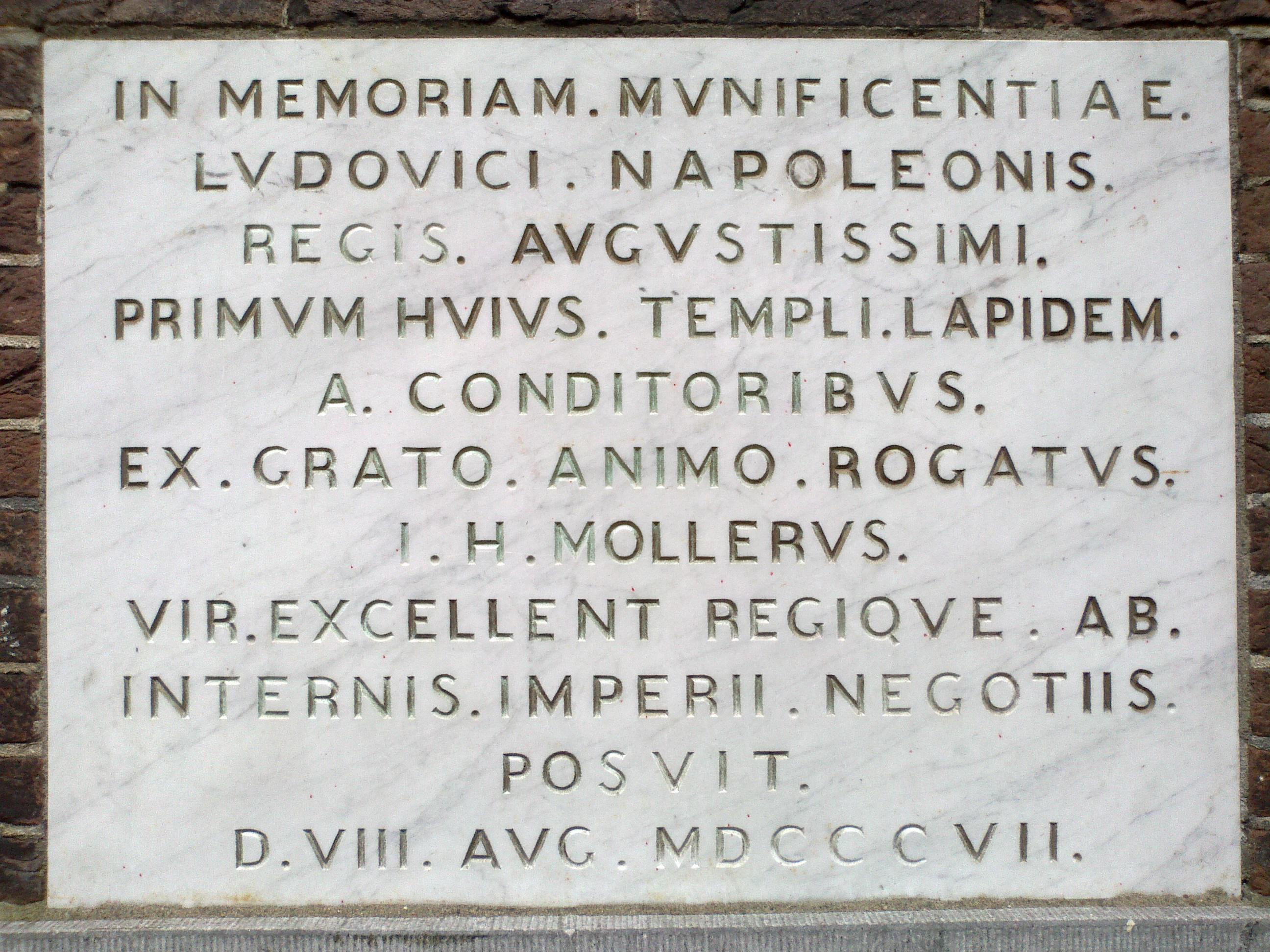
Herdenkingsplaquette Lodewijk Napoleon uit 1807 aan de gevel

Sinds 1591 hield de Haagse Waals-Hervormde gemeente haar diensten in de Hofkapel van het Binnenhof. Hieraan kwam een einde in de Franse tijd toen Lodewijk Napoleon Bonaparte, koning van het Koninkrijk Holland, in 1806 het Binnenhof als residentie nam en de Hofkapel wilde gebruiken voor de katholieke mis.
Lodewijk Napoleon kwam de Waals-Hervormde gemeente  financieel tegemoet zodat deze nieuwe kerk kon laten bouwen. Ze kwam in 1808 gereed aan het Noordeinde op de plek waar daarvoor de Nort Molen stond. Tegenover de kerk begint de Molenstraat. De kleine zaalkerk heeft een gestuct koofplafond. In de neoclassicistische gevel bevinden zich enkele rondboogvensters. De architect was J. van Duijfhuijs.
Van het kerkmeubilair dateert de preekstoel uit 1645. De herenbanken werden in 1808 geplaatst. Het orgel uit 1885 is gebouwd door de Parijse orgelbouwer Aristide Cavaillé-Coll, het heeft twee manualen, 23 registers en een vrij pedaal.

## Bekende dopelingen
Conrad Busken Huet en Louis Couperus werden als nieuwgeborenen gedoopt in de Waalse kerk.
Abdijkerk van Loosduinen · 
Allerheiligst Sacramentskerk · 
Anglican Church of St. John and St. Philip · 
Antonius Abtkerk · 
Badkapel · 
Bethelkerk (Scheveningen) · 
Bethlehemkerk · 
Christus Triumfatorkerk · 
Duinoordkerk · 
Duinzichtkerk · 
Eben-Haëzerkerk · 
Onze Lieve Vrouw Onbevlekt Ontvangenkerk · 
Emmauskerk · 
Grote of Sint-Jacobskerk · 
Sint-Jacobus de Meerderekerk  · 
H.H. Engelbewaarderskerk · 
H.H. Jacobus- en Augustinuskerk · 
Hofkapel · 
H. Familiekerk · 
Julianakerk (Transvaalkwartier) · 
Prinses Julianakerk (Scheveningen) · 
Kerk van de H. Martelaren van Gorcum · 
Kerk van Eikenduinen · 
Kloosterkerk · 
Lourdeskapel · 
Lutherse kerk · 
Maranathakerk · 
Nieuwe Badkapel · 
Nieuwe Kerk ·
Onbevlekt Hart van Mariakerk ·
O.L.V. Hemelvaartkerk · 
O.L.V. van Goede Raadkerk · 
Oosterkerk · 
Oude Kerk · 
Paleiskerk · 
Pastoor van Arskerk · 
Pniëlkerk · 
Sint-Agneskerk · 
Sint-Josephkerk (1867) · 
Sint-Josephkerk (1886) · 
Sint-Marthakerk · 
Sint-Paschalis Baylonkerk · 
Sint-Theresia van Lisieuxkerk · 
Sint-Willibrorduskerk · 
Teresia van Avilakerk · 
Vredeskapel · 
Waalse Kerk · 
Wilhelminakerk (1908) · 
Wilhelminakerk (1954) · 
Willemskerk · 
Willibrorduskapel